# Neudorf bei Passail
Neudorf bei Passail là một đô thị thuộc huyện Weiz thuộc bang Steiermark, nước Áo. Đô thị Neudorf bei Passail có diện tích 12,71 km², dân số thời điểm cuối năm 2005 là 495 người.